# محمد احمدزاده (بازیکن فوتبال ساحلی)
محمد احمدزاده (زاده ۴ آذر ماه ۱۳۶۵ در رودسر) بازیکن فوتبال ساحلی اهل ایران است. او کاپیتان پیشین و یکی از نماد های تیم ملی فوتبال ساحلی ایران است که در پست مهاجم بازی می‌کرد. او هم‌اکنون عضو تیم شاهین خزر رودسر است او با تیم فوتبال ساحلی سه بار قهرمان مسابقات جام بین قاره‌ای در کشور امارات شده‌است. سابقه سومی جام جهانی و عنوان توپ طلا و بهترین بازیکن جام جهانی فوتبال ساحلی ۲۰۱۷ باهاما را داراست وی همچنیت در بالاترین سطح فوتبال ساحلی دنیا در لیگ برتر فوتبال ساحلی روسیه سابقه بازی و افتخار آفرینی دارد وی همچنین از برترین بازیکنان دنیا بوده . 

## افتخارات
از افتخارات احمدزاده می‌توان به
- بهترین بازیکن جام بین قاره ای در سال ۲۰۱۳
- آقای گل جام بین قاره ای در سال ۲۰۱۴
- بهترین بازیکن جام جهانی فوتبال ساحلی باهاما در سال ۲۰۱۷[۴]
- بازیکن منتخب جهان در سال ۲۰۱۷
- آقای پرشین کاپ ۲۰۱۸ و چندین دوره قهرمانی در جام بین قاره ای و قهرمانی در جام ملت های آسیا فوتبال ساحلی و سومی جام جهانی فوتبال ساحلی و کاپیتانی تیم ملی فوتبال ساحلی ایران اشاره کرد

اشاره کرد.